# Škocjanski zatok
Škocjanski zatok este o arie protejată (arie de protecție specială avifaunistică — SPA) din Slovenia întinsă pe o suprafață de 122,59 ha, integral pe uscat.

## Localizare
Centrul sitului Škocjanski zatok este situat la coordonatele 45°32′46″N 13°45′06″E / 45.546°N 13.7516°E.

## Înființare
Situl Škocjanski zatok a fost declarat arie de protecție specială avifaunistică în aprilie 2004 pentru a proteja 15 specii de animale.

## Biodiversitate
Situată în ecoregiunea continentală, aria protejată nu include niciun habitat protejat.
La baza desemnării sitului se află mai multe specii protejate de  păsări (15): lăcar mare (Acrocephalus arundinaceus), lăcar-de-lac (Acrocephalus scirpaceus), stârc roșu (Ardea purpurea), stârc galben (Ardeola ralloides), buhai de baltă (Botaurus stellaris), prundăraș de sărătură (Charadrius alexandrinus), șerpar (Circaetus gallicus), egretă mică (Egretta garzetta), piciorong (Himantopus himantopus), stârc pitic (Ixobrychus minutus), culic mare (Numenius arquata), bătăuș (Philomachus pugnax), țigănuș (Plegadis falcinellus), cristei de baltă (Rallus aquaticus), chiră de baltă (Sterna hirundo).